# Aya RL (niebieska)
Aya RL "niebieska" – drugi album grupy Aya RL, wydany w 1989 roku, nakładem wydawnictwa Tonpress.
Nagrania dokonano w Studio Tonpress KAW. Produkcja nagrań – Igor Czerniawski. Inżynierowie dźwięku – Włodzimierz Kowalczyk, Andrzej Puczyński. Asystent inżyniera dźwięku – Dariusz Gospodarczyk. Foto – Paweł Wroniszewski. Projekt graficzny – Maciej Smogorzewski.

## Lista utworów
źródło:.
Strona A
1. „Sabotaż” (muz. I. Czerniawski, A. Romanowski – sł. P. Kukiz) – 3:48
2. „Słoneczko - piosenka z okładki” (muz. I. Czerniawski – sł. P. Kukiz) – 4:14
3. „Waltera pamięci rapsod żałobny” (muz. I. Czerniawski) – 5:02
4. „Moje on” (muz. I. Czerniawski – sł. P. Kukiz) – 4:46

Strona B
1. „Jak ze szkła i stali” (muz. I. Czerniawski, A. Romanowski – sł. P. Kukiz) – 4:19
2. „Fiji (Where is Fiji?)” (muz. I. Czerniawski – sł. P. Kukiz) – 3:59
3. „Ten człowiek z teczką” (muz. I. Czerniawski – sł. P. Kukiz) – 5:06
4. „Za chlebem” (muz. I. Czerniawski – sł. P. Kukiz) – 4:10
5. „Prinsie serce” (muz. I. Czerniawski – sł. P. Kukiz) – 3:32

## Skład zespołu
źródło:.
- Igor Czerniawski – instrumenty klawiszowe, programowanie, śpiew
- Paweł Kukiz – śpiew, instrumenty klawiszowe
- Adam Romanowski – gitara, śpiew